# Sífutás a 2012. évi téli ifjúsági olimpiai játékokon
A 2012. évi téli ifjúsági olimpiai játékokon a sífutás versenyeit január 17-e és január 21-e között rendezték Innsbruckban. Összesen 4 versenyszámban avattak ifjúsági olimpiai bajnokot. Egy kombinált, sífutás-biatlon váltó versenyt is rendeztek.

## Éremtáblázat
(A táblázatokban az egyes számoszlopok legmagasabb értéke, vagy értékei vastagítással kiemelve.)
| A 2012. évi téli ifjúsági olimpiai játékok éremtáblázata sífutásban | A 2012. évi téli ifjúsági olimpiai játékok éremtáblázata sífutásban | A 2012. évi téli ifjúsági olimpiai játékok éremtáblázata sífutásban | A 2012. évi téli ifjúsági olimpiai játékok éremtáblázata sífutásban | A 2012. évi téli ifjúsági olimpiai játékok éremtáblázata sífutásban | Olimpia  |
| ------------------------------------------------------------------- | ------------------------------------------------------------------- | ------------------------------------------------------------------- | ------------------------------------------------------------------- | ------------------------------------------------------------------- | -------- |
|                                                                     | Ország                                                              | Arany                                                               | Ezüst                                                               | Bronz                                                               | Összesen |
| 1.                                                                  | Norvégia (NOR)                                                      | 2                                                                   | 0                                                                   | 1                                                                   | 3        |
| 1.                                                                  | Oroszország (RUS)                                                   | 2                                                                   | 0                                                                   | 1                                                                   | 3        |
|                                                                     |                                                                     |                                                                     |                                                                     |                                                                     |          |
| 3.                                                                  | Szlovénia (SLO)                                                     | 0                                                                   | 1                                                                   | 1                                                                   | 2        |
| 4.                                                                  | Japán (JPN)                                                         | 0                                                                   | 1                                                                   | 0                                                                   | 1        |
| 4.                                                                  | Németország (GER)                                                   | 0                                                                   | 1                                                                   | 0                                                                   | 1        |
| 4.                                                                  | Svédország (SWE)                                                    | 0                                                                   | 1                                                                   | 0                                                                   | 1        |
|                                                                     |                                                                     |                                                                     |                                                                     |                                                                     |          |
| 7.                                                                  | Kazahsztán (KAZ)                                                    | 0                                                                   | 0                                                                   | 1                                                                   | 1        |
|                                                                     |                                                                     |                                                                     |                                                                     |                                                                     |          |
| Összesen                                                            | Összesen                                                            | 4                                                                   | 4                                                                   | 4                                                                   | 12       |

## Érmesek
| A 2012. évi téli ifjúsági olimpiai játékok érmesei sífutásban |                                          |         |                                    |         |                                          |         |
| Versenyszám                                                   | Arany                                    | Arany   | Ezüst                              | Ezüst   | Bronz                                    | Bronz   |
| Fiú, 10 km klasszikus stílus                                  | Alexander Seljaninow · Oroszország (RUS) | 29:28,8 | Kentaro Ishikawa · Japán (JPN)     | 29:40,2 | Sergei Malyschew · Kazahsztán (KAZ)      | 29:57,5 |
| Fiú, sprintverseny                                            | Andreas Molden · Norvégia (NOR)          | 1:44,1  | Marius Cebulla · Németország (GER) | 1:44,7  | Alexander Selyaninov · Oroszország (RUS) | 1:45,0  |
| Lány, 5 km klasszikus stílus                                  | Anastassija Sedowa · Oroszország (RUS)   | 14:18,0 | Anamarija Lampič · Szlovénia (SLO) | 14:37,7 | Lea Einfalt · Szlovénia (SLO)            | 15:01,2 |
| Lány, sprintverseny                                           | Silje Theodorsen · Norvégia (NOR)        | 1:57,4  | Jonna Sundling · Svédország (SWE)  | 1:57,5  | Linn Eriksen · Norvégia (NOR)            | 1:57,5  |

- A kombinált, sífutás-biatlon váltó verseny eredményét lásd a Biatlon a 2012. évi téli ifjúsági olimpiai játékokon cikkben.

## Naptár
| 2012. január | 17    | 18 | 19            | 20 | 21                    | Összesen |
| ------------ | ----- | -- | ------------- | -- | --------------------- | -------- |
| Fiú          | 10 km |    | sprintverseny |    |                       | 2        |
| Lány         | 5 km  |    | sprintverseny |    |                       | 2        |
| Vegyes       |       |    |               |    | Sífutás-biatlon váltó | 1        |
| Összesen     | 2     | –  | 2             | –  | 1                     | 5        |

## Részt vevő nemzetek
A versenyeken 42 nemzet 90 sportolója vesz részt.
| Nemzet              | Fiúk | Lányok | Összesen |
| ------------------- | ---- | ------ | -------- |
| Argentína           | 1    |        | 1        |
| Ausztrália          | 1    | 1      | 2        |
| Ausztria            | 2    | 2      | 4        |
| Bosznia-Hercegovina | 1    |        | 1        |
| Bulgária            | 1    | 1      | 2        |
| Csehország          | 1    | 1      | 2        |
| Dánia               | 1    | 1      | 2        |
| Dél-Korea           | 1    | 1      | 2        |
| Egyesült Államok    | 1    | 1      | 2        |
| Észtország          | 1    | 1      | 2        |
| Fehéroroszország    | 1    | 1      | 2        |
| Finnország          | 2    | 2      | 4        |
| Franciaország       | 2    | 2      | 4        |
| Németország         | 2    | 2      | 4        |
| Nagy-Britannia      | 1    | 1      | 2        |
| Görögország         | 1    |        | 1        |
| Horvátország        | 1    | 1      | 2        |
| Irán                | 1    |        | 1        |
| Izland              | 1    |        | 1        |
| Japán               | 2    | 2      | 4        |
| Kanada              | 1    | 1      | 2        |
| Kazahsztán          | 1    | 1      | 2        |
| Kína                |      | 1      | 1        |
| Kirgizisztán        | 1    |        | 1        |
| Lengyelország       | 1    | 1      | 2        |
| Lettország          | 1    | 1      | 2        |
| Liechtenstein       | 1    |        | 1        |
| Litvánia            | 1    | 1      | 2        |
| Magyarország        | 1    |        | 1        |
| Macedónia           | 1    |        | 1        |
| Mongólia            | 1    |        | 1        |
| Norvégia            | 2    | 2      | 4        |
| Olaszország         | 1    | 1      | 2        |
| Oroszország         | 2    | 2      | 4        |
| Örményország        | 1    | 1      | 2        |
| Románia             | 1    | 1      | 2        |
| Szlovákia           | 1    | 1      | 2        |
| Szlovénia           | 2    | 2      | 4        |
| Spanyolország       | 1    | 1      | 2        |
| Svédország          | 1    | 1      | 2        |
| Svájc               | 1    | 1      | 2        |
| Törökország         | 1    |        | 1        |
| Ukrajna             | 1    | 1      | 2        |
| Összes versenyző    | 50   | 40     | 90       |
| Összes nemzet       | 42   | 32     | 42       |